# Dolina Slapnice
Dolina Slapnice (u lokalnom govoru Slapnička draga, ili jednostavno Slapnica) je duboka potočna dolina strmih strana kroz koju protječe istoimeni potok. Nalazi se u središnjem dijelu Žumberačke gore, na granici općina Žumberak i Krašić. Ime duguje mnoštvu slapova koji većinom nastaju zbog procesa taloženja sedre. Veći dio doline je 1964. zaštićen kao značajni krajobraz, a od 1999. postaje dio Parka prirode Žumberak - Samoborsko gorje.

## Potok
Potok Slapnica izvire u podnožju glavnog hrpta Žumberačke gore, između sela Kalje i Višći vrh, južno od Mrzlog Polja. U njega utječu potoci Kalovka, Jarak, Duboki potok, Drenovac, Vranjački potok, te mnoštvo manjih potoka koji često presušuju. Većina pritoka dolazi s istočne strane doline iz područja koje se naziva Pećno, po istoimenom selu. Kao i većina potoka na Žumberačkoj gori, i Slapnica oscilira u količini vode između velikih voda u proljeće do ljeta kada većina manjih pritoka presušuje, pa značajno pada razina vode.

## Slapovi
U samoj dolini izmjenjuju se područja gdje potok teče mirnim ili bržim tokom. Na područjima gdje je tok brži nalazi se većina slapova. Ti su slapovi uglavnom manje stepenice, najčešće visine do jednog metra, nastale taloženjem sedre ili zbog prirodnih prepreka (kamenje, srušeno drveće). Među slapovima su najznačajniji Vranjački slap sa svojim sedrenim barijerama i špiljom u sedrenoj stijeni, te slap Brisalo. Oni su ujedno i najveći, s visinom oko petnaest metara. Zanimljivo da se ni Vranjački slap ni slap Brisalo ne nalaze na samom potoku Slapnici, nego na pritokama, Vranjačkom potoku i Dubokom potoku.

## Zanimljivosti
U dolini se nekada nalazilo više mlinova. Danas je očuvan samo Draganov mlin., koji je kontrolna točka KT-4 na Planinarskom putu Žumberkom.
Vranjački slap se ne nalazi unutar granica zaštićenog krajobraza. U dolini živi rijetka ptica vodenkos, koja je osobita po tome što može loviti pod vodom.
Na kraju doline u blizini ušća potoka u Kupčinu nalazi se iznimno očuvana kurija obitelji Medven.

U završnom dijelu doline nalazi se i najveća opasnost ekosistemu, golemi kamenolom Slapnica, koji je zbog svoje visine i veličine vidljiv čak i iz naselja Gornja vas koje se nalazi na glavnom hrptu Žumberačke gore, desetak kilometara dalje.